# Máel Bressail mac Ailello
Máel Bressail mac Ailello (mort en 825) est un roi d'Ulaid il est issu d'une lignée du Dál nAraidi connue sous le nom de  Uí Echach Cobo et implantée dans la partie ouest du comté de Down. Il règne sur l'Ulaid de 819 à 825.

## Biographie
Il est le premier membre des Uí Echach Cobo à accéder au trône régional d'Ulaid depuis Fergus mac Áedain (mort en 692) qui est son arrière arrière-grand-père. Comme son père Ailill mac Feidlimid (mort en 761) et son frère Eochu mac Ailillo (mort en 801), il est initialement roi de Coba. La date exacte de son accession au trône de Coba est inconnue bien que soin frère est le dernier roi mentionné avant lui par les Annales d'Ulster. Son père et son frère périssent lors de conflit avec Dal Fiatach qui contrôle la royauté d'Ulaid.
En 819, Máel Bressail réussit à monter sur le trône d'Ulaid à l'occasion d'un conflit interne entre les membres du Dal Fiatach. Les listes royales du Livre de Leinster lui accordent le titre de roi, mais seulement pour deux ans. Les Annales d'Ulster par contre ne lui 
donnent pas le titre royal lors de la mention de sa mort. Toutefois les annotations relatives 
au décès des rois d'Ulaid issus du Dal nAraide sont souvent omises dans ces annales qui favorisent les membres du Dal Fiatach considérés comme les « vrais » Ulaid.
Les raids Viking sont fréquents en Ulster à cette époque et l'abbaye de Bangor est attaquée deux fois 823 et 824. Son fils Cernach mac Máele Bressail (mort en 853) sera également roi de Coba.

## Sources
- Annales d'Ulster sur  sur University College Cork
- (en) Byrne, Francis John (2001), Irish Kings and High-Kings, Dublin: Four Courts Press  (ISBN 978-1-85182-196-9)
- (en) Charles-Edwards, T. M. (2000), Early Christian Ireland, Cambridge: Cambridge University Press  (ISBN 0-521-36395-0)
- (en) Mac Niocaill, Gearoid (1972), Ireland before the Vikings, Dublin: Gill and Macmillan
- (en) Dáibhí Ó Cróinín (2005), A New History of Ireland, Volume One, Oxford: Oxford University Press